# Phostria buckleyi
Phostria buckleyi is een vlinder uit de familie van de grasmotten (Crambidae). De wetenschappelijke naam van deze soort is voor het eerst gepubliceerd in 1902 door Herbert Druce.
Deze soort komt voor in Ecuador.